# BK Inter Bratislava
O Basketbalový klub Inter Bratislava (em português:  Basquetebol Clube Inter de Bratislava), conhecido também apenas como Inter Bratislava, é um clube de basquetebol baseado em  Bratislava, Eslováquia que atualmente disputa a SBL. Manda seus jogos na Hant Arena com capacidade para 5.500 espectadores.

## Histórico de Temporadas
| Temporada | Nível | Liga | Pos. | J     | PL   | Resultado         | Copa da Eslováquia | Competições internacionais |
| --------- | ----- | ---- | ---- | ----- | ---- | ----------------- | ------------------ | -------------------------- |
| 2007-08   | 1     | SBL  | 2    | 30-14 | 7-5  | Finalista         |                    | -                          |
| 2008-09   | 1     | SBL  | 10   | 14-18 |      |                   |                    | -                          |
| 2009-10   | 1     | SBL  | 8    | 16-24 | 0-3  | Quartas de finais |                    | -                          |
| 2010-11   | 1     | SBL  | 10   | 11-25 |      | Rebaixado         |                    | -                          |
| 2011-12   | 1     | NBL  | 6    | 10-30 |      |                   |                    | -                          |
| 2012-13   | 1     | SBL  | 4    | 17-15 | 11-4 | Campeão           |                    | -                          |
| 2013-14   | 1     | SBL  | 1    | 26-6  | 12-0 | Campeão           |                    | -                          |
| 2014-15   | 1     | SBL  | 3    | 28-8  | 4-4  | Terceiro colocado | Campeão            | -                          |
| 2015-16   | 1     | SBL  | 2    | 25-7  | 3-4  | Terceiro colocado | Campeão            | 3 Copa Europeia TR 1-5     |
| 2016-17   | 1     | SBL  | 2    | 29-11 | 11-2 | Campeão           | Finalista          |                            |
| 2017-18   | 1     | SBL  | 1    | 30-6  | 5-4  | Semifinais        | Finalista          |                            |
| 2018-19   | 1     | SBL  | 1    | 28-4  | 11-0 | Campeão           | Finalista          |                            |
| 2019-20   | 1     | SBL  | 1º   | 22-5  |      | Campeão           | -                  | 4 Copa Europeia TR 2-4     |
| 2020-21   | 1     | SBL  | 4º   | 19-17 | 2-4  | Semifinais        | -                  |                            |
| 2021-22   | 1     | SBL  | 5º   | 14-14 | 0-2  | Quartas de finais | -                  | R Alpe Adria TR 2-4        |
| 2022-23   | 1     | SBL  | 6º   | 13-15 | 0-2  | Quartas de finais | -                  |                            |
| 2023-24   | 1     | SBL  | 7º   | 13-19 | 2-3  | Quartas de finais | -                  |                            |
| 2024-25   | 1     | SBL  | 2º   | 26-10 | 8-5  | Finalista         | -                  | R ENBL TR 8-0 / PL 2-1 SF  |

fonte:eurobasket.com

## Títulos
Liga Eslovaca
Campeões (6): 1995-96, 2012-13, 2013-14, 2016–17, 2019, 2020
Liga Tchecoeslovaca
Campeão (4):1978-79, 1979-80, 1982-83, 1984-85
Copa da Eslováquia
Campeão (4):1996, 2003, 2015, 2016